# Death Powder
Death Powder (デスパウダー, Desu Paudā) es una película de ciencia ficción/terror de bajo presupuesto de 1986 con elementos de horror corporal, escrita y dirigida por el poeta y cantante folk japonés Shigeru Izumiya. A la película experimental se le atribuye ser el primer núcleo del subgénero cyberpunk japonés que surgió durante la década de 1980, anterior a la adaptación cinematográfica de anime de Akira de Katsuhiro Otomo y tetsuo: The Iron Man de Shinya Tsukamoto .  Izumiya también protagoniza su propia película, como uno de los tres científicos que han robado un androide cibernético y lo han llevado a un almacén abandonado.  

## Trama
En un futuro muy cercano, un grupo de tres conspiradores capturan a un androide muy especial llamado Guernica. Los científicos la llevan a un almacén desierto y la atan a un catre, con una cubierta protectora sobre su boca. Un investigador asistente (Harima) se queda a cargo del Guernica, pero el androide secreta una sustancia que altera la realidad, lo que hace que Harima pierda lentamente la cabeza. El investigador principal y su colega (Norris) aparentemente acaban de escapar y están de regreso al almacén. Norris intenta llamar a Harima y descubre que algo debe andar mal. Entran con cuidado al almacén donde descubren que Harima se ha vuelto loca y ahora quiere matarlos. Harima llega a Guernica, quien de repente se sienta y le echa polvo encima. Después de este punto, la película se vuelve extremadamente surrealista. El cuerpo de Guernica desaparece lentamente entre el polvo, las peleas y los disparos se mezclan con alucinaciones y terminan en un acto final de violencia.  
Aunque el diálogo juega un papel bastante secundario en la película, sólo una cuarta parte está traducido al inglés. 

## Elenco
Sólo los personajes principales: 
- Takichi Inukai como investigador masculino anónimo
- Rikako Murakami como Norris
- Shigeru Izumiya como Harima (tercer investigador)
- Mari Natsuki como androide Guernica

## Cyberpunk con terror corporal
Death Power es también el primer trabajo que combina el cyberpunk con el horror corporal. Las películas japonesas de este subgénero contrarrestan los miedos y las ansiedades ante los avances tecnológicos al reimaginar el auge de la tecnología y sus efectos en el individuo y la sociedad. Para contradecir los temores apocalípticos del avance de la tecnología, las películas que combinan estos elementos ofrecen una visión de una "nueva carne". Una tesis de la Universidad de Arkansas exploró cinco películas del subgénero, refiriéndose a ellas como ejemplos de "New Flesh Cinema". Death Powder es la más antigua de las cinco películas, seguida de Akira y tetsuo: The Iron Man, ambas de 1988. Las otras dos películas utilizadas como modelos para el subgénero son 964 Pinocho (1991) y Rubber's Lover (1996), ambas dirigidas por Shozin Fukui . En todas estas películas, la tecnología sirve como mediadora de nuestras acciones, interacciones y percepción de la realidad. Además, todas enfatizan la importancia y la incomodidad de adaptarse y transformarse, y finalmente abordan la tecnofobia al revelar la fascinación y el miedo a la tecnología, así como a la necesidad de cambiar hacia un mundo nuevo y diferente. 

## Reseñas
A lo largo de los años, he visto una buena cantidad de películas raras y cine de vanguardia. Sin embargo, puedo decir honestamente que Death Powder es posiblemente una de las películas más extrañas, si no la más extraña, que he visto en mi vida.
Algunas de las partes más divertidas de la película son, por supuesto, sus imágenes. No intentes encontrarle sentido a nada de esto, simplemente disfruta de las imágenes y deja que la suave música del saxofón te lleve.
Los fanáticos del cyberpunk japonés podrían encontrar este reloj interesante. Incluso si, como yo, no puedes entenderlo, aún puedes apreciar la influencia que claramente ha tenido en el género. Tanto los amantes de la vanguardia como los verdaderamente bizarros podrán disfrutar de esto.
Versión abreviada de la reseña de Niina Doherty publicada por primera vez el 19/11/2018: Horrornews.net 
Me pregunto si me he cansado desde que vi varias de estas películas extremas japonesas de Cyberpunk. Muchos comentarios sobre Death Powder indican que las personas quedaron impresionadas por las imágenes y nunca habían visto algo así, algunos hasta el punto de tener pesadillas al respecto. Si esta es tu primera, o quizás incluso tu segunda experiencia, al profundizar en películas japonesas extremas de Cyberpunk, quizás Death Powder salga mucho mejor. Sin embargo, por mucho que me gusten las imágenes experimentales, esta película claramente podría haberse hecho mejor. Hay una falta de elaboración en Death Powder, lo que afecta negativamente la experiencia de ver películas. Aún así, Death Powder, aunque incoherente, es al menos único, creativo e interesante, por lo que ciertamente hay algo que vale la pena ver aquí. Es por eso que le doy 5 estrellas sobre diez. Realmente desearía poder obtener una mejor transferencia de esto, pero incluso si lo tuviera, todavía dudo que le daría más de 5 estrellas.
Resumen de la reseña publicada por primera vez el 9 de junio de 2006: CyberpunkRewiev.com 